# Easton on the Hill
Easton on the Hill è un villaggio e parrocchia civile dell'Inghilterra, appartenente alla contea del Northamptonshire.